# Mojżesz Nowogródzki
Mojżesz Nowogródzki pseud. Ański, Moniek (ur. 30 grudnia 1903 w Warszawie, zm. pod koniec czerwca 1941 w Białymstoku) - działacz KPP i KZMP, członek Sekretariatu Krajowego KC KPP w latach 1934-1935, przedstawiciel KPP w kierownictwie polskich sekcji FPK.

## Życiorys
Syn Mordechaja Chaima i Idy z Rozenbaumów. Skończył gimnazjum męskiego żydowskiej spółki „Chinuch” w Warszawie.
W 1922 był organizatorem Związku Młodzieży Komunistycznej (ZMK) w Polsce (w 1930 przemianowanego na KZMP), został członkiem KC ZMK i wkrótce członkiem i kierownikiem Sekretariatu KC ZMK i redaktorem centralnego organu prasowego ZMK „Towarzysz”. W 1923 organizował lokalne komitety ZMK. Od lipca 1928 działał w KPP. Od końca 1931 pracował w wydziale propagandy i agitacji KZMP. Za działalność komunistyczną był kilkakrotnie aresztowany i więziony w II RP; w procesach broniony przez adwokata Teodora Duracza.
1933-1934 był pierwszym przedstawicielem KPP delegowanym do kierownictwa polskich sekcji Francuskiej Partii Komunistycznej (FPK). 1934-1935 był członkiem Sekretariatu Krajowego KC KPP, następnie sekretarzem tzw. Obwodu Węglowego KPP (obejmującego Górny Śląsk, Zagłębie Dąbrowskie i Małopolskę). Od 1936 działacz Komitetu Warszawskiego KPP.
Jesienią 1939 przeniósł się do Białegostoku zajętego przez Armię Czerwoną, gdzie zginął po ataku Niemiec na ZSRR latem 1941.